# Стрыйский район
Стры́йский райо́н (укр. Стрийський район) — административная единица Львовской области Украины. Административный центр — город Стрый.

## География
Район расположен в южной части Львовской области. Занимает территорию 3854.0 км².

## История
Район был образован в УССР в 1940 году. 23 сентября 1959 года к Стрыйскому району была присоединена часть территории упразднённого Меденицкого района.
17 июля 2020 года в результате административно-территориальной реформы район был укрупнён, в его состав вошли территории:
- Стрыйского района,
- Жидачовского района (кроме Новострелищанского поселкового совета, а также Баковецкого, Книселовского и Соколовского сельских советов),
- Николаевского района,
- Сколевского района (кроме Оровского сельского совета),
- Красненского и Мохнатского сельских советов Турковского района,
- а также городов областного значения Стрый, Новый Роздол и Моршин.

## Население
Численность населения района в укрупнённых границах — 327,7 тыс. человек.
Численность населения района в границах до 17 июля 2020 года по состоянию на 1 января 2020 года — 60 912 человек, из них городского населения — 2 372 человека (пгт Дашава), сельского — 58 540 человек.
По результатам всеукраинской переписи населения 2001 года в районе проживало 68,5 тысяч человек (98,7 % по отношению к переписи 1989 года), из них украинцев — 67,8 тысяч человек (99,0 %), русских — 0,5 тысяч человек (0,7 % от всего населения).

## Административное устройство
Район в укрупнённых границах с 17 июля 2020 года делится на 14 территориальных общин (громад), в том числе 7 городских, 3 поселковые и 4 сельские общины (в скобках — их административные центры):
- Городские:
  - Стрыйская городская община (город Стрый),
  - Жидачовская городская община (город Жидачов),
  - Моршинская городская община (город Моршин),
  - Николаевская городская община (город Николаев),
  - Новороздольская городская община (город Новый Роздол),
  - Сколевская городская община (город Сколе),
  - Ходоровская городская община (город Ходоров);
- Поселковые:
  - Гнездычевская поселковая община (посёлок Гнездычев),
  - Журавновская поселковая община (посёлок Журавно),
  - Славская поселковая община (посёлок Славское);
- Сельские:
  - Грабовецко-Дулибская сельская община (село Дулибы),
  - Козёвская сельская община (село Козёва),
  - Розвадовская сельская община (село Розвадов),
  - Тростянецкая сельская община (село Тростянец).